# Bubacarr Sanneh
Bubacarr Sanneh (ur. 14 listopada 1994 w Bandżulu) – gambijski piłkarz grający na pozycji środkowego obrońcy. Od 2022 jest zawodnikiem klubu SønderjyskE.

## Kariera piłkarska
Swoją piłkarską karierę Sanneh rozpoczął w klubie Real Bandżul. W sezonie 2010 zadebiutował w jego barwach w gambijskiej First Division. W sezonach 2011 i 2013 wywalczył z nim wicemistrzostwo Gambii, a w sezonach 2012 i 2014 został mistrzem tego kraju.
W 2014 roku Sanneh został wypożyczony do duńskiego AC Horsens. Swój debiut w nim zaliczył 10 listopada 2014 w zremisowanym 1:1 wyjazdowym meczu z Viborgiem. Po sezonie 2014/2015 został wykupiony przez Horsens. W sezonie 2015/2016 wywalczył z nim awans z 1. Division do Superligaen. W Horsens grał do 2017 roku.
W styczniu 2018 Sanneh przeszedł za 200 tysięcy euro do FC Midtjylland. Swój debiut w nim zanotował 9 lutego 2018 w zwycięskim 2:0 wyjazdowym meczu z AC Horsens. W sezonie 2017/2018 został mistrzem kraju, a w sezonie 2018/2019 wicemistrzem. Zdobył w nim też Puchar Danii.
W sierpniu 2018 po rozegraniu 4 meczów dla Midtjylland Sanneh odszedł za 8 milionów euro do Anderlechtu. Zadebiutował w nim 2 września 2018 w zremisowanym 1:1 domowym meczu z Royalem Antwerp.
W sierpniu 2019 Sanneh został wypożyczony do tureckiego Göztepe SK. Swój debiut w nim zaliczył 18 sierpnia 2019 w przegranym 0:1 domowym meczu z Antalyasporem. Spędził w nim pół roku.
W styczniu 2020 Sanneh ponownie udał się na wypożyczenie, tym razem do KV Oostende. Swój debiut w nim zanotował 15 lutego 2020 w przegranym 0:3 domowym spotkaniu z KV Kortrijk. W Oostende grał przez pół sezonu.
W styczniu 2021 Sanneha wypożyczono do Aarhus GF. Zadebiutował w nim 21 lutego 2021 w zwycięskim 2:0 domowym meczu z SønderjyskE. Zawodnikiem Aarhus był przez pół roku.
W sierpniu 2021 Sanneh odszedł z Anderlechtu, a w lutym 2022 został piłkarzem SønderjyskE.
| Sezon   | Klub           | Kraj   | Rozgrywki       | Mecze | Gole |
| ------- | -------------- | ------ | --------------- | ----- | ---- |
| 2010    | Real Bandżul   | Gambia | First Division  | ?     | ?    |
| 2011    | Real Bandżul   | Gambia | First Division  | ?     | ?    |
| 2012    | Real Bandżul   | Gambia | First Division  | ?     | ?    |
| 2013    | Real Bandżul   | Gambia | First Division  | ?     | ?    |
| 2014    | Real Bandżul   | Gambia | First Division  | ?     | ?    |
| 2014/15 | AC Horsens     | Dania  | 1. Division     | 17    | 3    |
| 2015/16 | AC Horsens     | Dania  | 1. Division     | 26    | 3    |
| 2016/17 | AC Horsens     | Dania  | Superligaen     | 31    | 4    |
| 2017/18 | AC Horsens     | Dania  | Superligaen     | 16    | 4    |
| 2017/18 | FC Midtjylland | Dania  | Superligaen     | 12    | 3    |
| 2018/19 | FC Midtjylland | Dania  | Superligaen     | 4     | 0    |
| 2018/19 | RSC Anderlecht | Belgia | Eerste klasse A | 12    | 1    |
| 2019/20 | Göztepe SK     | Turcja | Süper Lig       | 2     | 0    |
| 2019/20 | KV Oostende    | Belgia | Eerste klasse A | 3     | 0    |
| 2020/21 | RSC Anderlecht | Belgia | Eerste klasse A | 0     | 0    |
| 2020/21 | Aarhus GF      | Dania  | Superligaen     | 8     | 0    |

## Kariera reprezentacyjna
W reprezentacji Gambii Sanneh zadebiutował 15 grudnia 2012 w zremisowanym 1:1 towarzyskim meczu z Angolą, rozegranym w Bengueli. W 2022 roku został powołany do kadry na Puchar Narodów Afryki 2021. Rozegrał na nim jeden mecz, grupowy z Mauretanią (1:0).